# 田中あいみ (演歌歌手)
田中 あいみ（たなか あいみ、2000年7月26日 - ）は、日本の演歌歌手。所属レーベルは日本クラウン。京都府京都市右京区太秦出身。

## 略歴
2021年に、京都在住の現役女子大生演歌歌手としてデビューし、細川たかしの愛弟子として告知する。
京都先端科学大学経済経営学部経営学科在学中の2019年に、日本クラウンが開催したオーディションで2500人の中からグランプリを受賞する。下積みを経て2021年11月10日にシングル「孤独の歌姫（シンガー）」で歌手デビューする。10月13日のデビュー記者会見で、ハーレーダビットソンに乗って登場した。
デビュー曲「孤独の歌姫（シンガー）」は自身がパーソナリティを務めるラジオ番組『田中あいみ はんなりラジオ』（東海ラジオ）で8月28日に放送された。ほかにイベントや細川たかしコンサートなどに出演する。
2022年12月30日に開催された第64回日本レコード大賞で、最優秀新人賞を受賞した。
2023年3月22日に京都先端科学大学を卒業。歌手としての活動が認められ、学長特別賞を受賞した。
2024年7月4日、網膜剥離との診断を受け、同月5日に手術を受ける。12日、退院を報告。

## 人物
・実家はカラオケ喫茶を営む。大の阪神タイガースファンで、デビュー会見で「（佐藤輝明のような）スーパールーキーになります」と語る。
・オオカミ少年・ハマダ歌謡祭(TBSテレビ）ではルーキーチーム常連解答者から「女将」の愛称で呼ばれている。
・とんねるずの木梨憲武とは、いまでこそ木梨からプロデュースやコラボを行う間柄となったが、初めて顔を合わせるまでは木梨がとんねるずや野猿などで歌手活動をしていたを知らず、田中は木梨のことを「ずっと穴に落とす人やと思ってた」ぐらいの認識でしかなかった。
・演歌歌手という肩書ではあるが、演歌に憧れていたわけではなく独自の新たな路線を確立していて、師匠である細川たかしに対しても「尊敬していない」と「木梨の会」で振られた際はほぼ必ずと言っていいほど発言している。その際に同じ出演者の所から決まって「細川さんを踏み台にしている」と必ずと言っていいほどネタにされている。

## 出演

### ラジオ
- 田中あいみ👑はんなりラジオ（東海ラジオ、2021年4月2日 - 2022年9月24日）
- いいね!イマうた 田中あいみです（ラジオ大阪、2021年12月6日 - ）
- 土曜朝6時 木梨の会。（TBSラジオ / 準レギュラー）

### 舞台
- 御園座3月公演 細川たかし＆吉本新喜劇（御園座、2023年3月6日 - 13日）

## ディスコグラフィ

### シングル
| # | 発売日          | 曲順 | タイトル                       | 作詞         | 作曲       | 編曲     | オリコン 最高順位 | 規格品番                 |
| - | --------------- | ---- | ------------------------------ | ------------ | ---------- | -------- | ----------------- | ------------------------ |
| 1 | 2021年 11月10日 | 01   | 孤独の歌姫                     | たかたかし   | 西つよし   | 竹内弘一 | 31位              | CRCN-8439                |
| 1 | 2021年 11月10日 | 02   | 涙のリバー                     | 相田毅       | 西つよし   | 川村栄二 | 31位              | CRCN-8439                |
| 1 | 2021年 11月10日 | 03   | シニカル・レイン               | たかたかし   | 西つよし   | 竹内弘一 | 31位              | CRCN-8439                |
| 2 | 2022年 8月3日   | 01   | 大阪ロンリネス                 | さくらちさと | 西つよし   | 竹内弘一 | 38位              | CRCN-8497                |
| 2 | 2022年 8月3日   | 02   | 涙のリバー                     | 相田毅       | 西つよし   | 川村栄二 | 38位              | CRCN-8497                |
| 3 | 2023年 5月31日  | 01   | 愛の懺悔じゃないけれど         | 朝倉翔       | 杉本眞人   | 佐藤和豊 | 34位              | CRCN-8570                |
| 3 | 2023年 5月31日  | 02   | あんたのバラード               | 世良公則     | 世良公則   | 佐藤和豊 | 34位              | CRCN-8570                |
| 4 | 2024年 1月31日  | 01   | 私は私…                        | 小田和奏     | 小田和奏   | 竹内弘一 | 35位              | CRCN-8633                |
| 4 | 2024年 1月31日  | 02   | 噂ばなし                       | かず翼       | 西つよし   | 竹内弘一 | 35位              | CRCN-8633                |
| 5 | 2024年 7月24日  | 01   | TATSUYA                        | 吉田旺       | 杉本眞人   | 川村栄二 | 34位              | CRCN-8676 (通常盤)       |
| 5 | 2024年 7月24日  | 02   | 叱らないで                     | 星野哲郎     | 小杉仁三   | 小杉仁三 | 34位              | CRCN-8676 (通常盤)       |
| 5 | 2024年 10月2日  | 02   | 仁川エアポート with 所ジョージ | 所ジョージ   | 所ジョージ | 沼井雅之 | 34位              | CRCN-8696 (スペシャル盤) |
| 5 | 2024年 10月2日  | 03   | ドアを開けてみた with 木梨憲武 | 所ジョージ   | 所ジョージ | 大平勉   | 34位              | CRCN-8696 (スペシャル盤) |
| 6 | 2025年 7月30日  | 01   | NAZO with 木梨憲武・所ジョージ | 所ジョージ   | 所ジョージ | 矢吹俊郎 |                   | CRCN-8764                |
| 6 | 2025年 7月30日  | 02   | 魅力                           | 所ジョージ   | 所ジョージ | 沼井雅之 |                   | CRCN-8764                |

#### 配信限定シングル
| 発売日         | タイトル                       | 作詞       | 作曲       | 編曲     |
| -------------- | ------------------------------ | ---------- | ---------- | -------- |
| 2024年 8月10日 | ドアを開けてみた with 木梨憲武 | 所ジョージ | 所ジョージ | 大平勉   |
| 2024年 8月24日 | 仁川エアポート with 所ジョージ | 所ジョージ | 所ジョージ | 沼井雅之 |

### アルバム

#### オリジナル・アルバム
| 発売日       | タイトル   | 規格品番  |
| ------------ | ---------- | --------- |
| 2022年9月7日 | 孤独の歌姫 | CRCN-4116 |

#### カバー・アルバム
| 発売日        | タイトル              | 規格品番   |
| ------------- | --------------------- | ---------- |
| 2023年9月6日  | ソウルフル・ソングス  | CRCN-20483 |
| 2025年1月29日 | ソウルフル・ソングス2 | CRCN-20494 |